# Alexander Rutskoi
Alexander Vladimirovitch Rutskoi, em russo: Алекса́ндр Влади́мирович Руцко́й (Oblast de Khmelnitski, 16 de Setembro de 1947) é um político russo, brigadeiro e herói da União Soviética. Rutskoi foi o primeiro e único vice-presidente da Rússia, cargo que existiu entre 1991 e 1993. Entre 1996 e 2000, foi governador do Óblast de Kursk.
Foi presidente autoproclamado da Rússia entre 22 de setembro a 4 de outubro de 1993, ao defender a soberania do Soviete Supremo. O então presidente, Boris Iéltsin, entretanto, não abandonou o título, ostentando-o simultaneamente a Rutskoi, que teve de renunciar após a vitória do adversário.
Rutskoi é lembrado por liderar a oposição na Crise Constitucional de 1993, quando o parlamento, liderado por ele, se opôs às reformas neoliberais impostas por Iéltsin, resultando no maior conflito de rua da Rússia moderna, terminando com a vitória do presidente e uma posterior reforma parlamentar, o estabelecimento de uma nova Constituição e a morte de 187 pessoas.